# Andrzej Linert
Andrzej Marian Linert, ps. Marian Reni, Jan Ziembiński (ur. 25 sierpnia 1944 w Bielsku) – profesor, historyk teatru i teatrolog.

## Życiorys
Urodził się w rodzinie nauczycielskiej. W latach 1974–1981 był kierownikiem literackim Teatru Lalek „Banialuka” w Bielsku-Białej, a także Śląskiego Teatru Lalki i Aktora „Ateneum” w Katowicach (1977-1979) oraz Teatru Śląskiego im. Stanisława Wyspiańskiego w Katowicach (1983-1991). Ukończył LO im. Adama Asnyka w Bielsku-Białej. Studiował polonistykę w WSP w Katowicach. W marcu 1968 r. wybrany został na przewodniczącego zrewoltowanych studentów filologii polskiej i przewodniczył w ich rozmowach z wojewódzkimi władzami politycznymi. Pracę magisterską pt. "Rola reżysera i aktora w interpretacji „Dziadów” Adama Mickiewicza" napisał na Uniwersytecie Śląskim pod kierunkiem prof. dr hab. Zbigniewa J. Nowaka i obronił w 1969 r.
Doktoryzował się w 1977 na Uniwersytecie Łódzkim. Tematem dysertacji przygotowanej pod kierunkiem prof. dra hab. Jerzego Starnawskiego było „Życie teatralne Katowic w latach 1945–1949”. W 1999 r. habilitował się na Wydziale Humanistycznym Uniwersytetu Jagiellońskiego w Krakowie na podstawie książki zatytułowanej „Teatr Śląski im. Stanisława Wyspiańskiego w Katowicach 1949 – 1992”. W latach 1999–2018 pracował w Instytucie Informacji Naukowej i Bibliotekoznawstwa na Wydziale Zarządzania i Komunikacji Społecznej UJ, gdzie od 2002 r. pełnił funkcję kierownika Zakładu Książki i jej Funkcji w Komunikowaniu Społecznym.
Badacz dziejów życia teatralnego Górnego Śląska i Zagłębia Dąbrowskiego. Autor kilkunastu książek, wśród których za pracę "Teatr i polityka" dostał nagrodę miesięcznika "Scena", a za pracę zatytułowaną "Teatr Polski w Bielsku-Białej w latach 1945–2000" otrzymał w 2002 r. nagrodę indywidualną Ministra Edukacji Narodowej i Sportu oraz w 2013 r. nagrodę im. Karola Miarki. Tytuł profesora nadzwyczajnego Uniwersytetu Jagiellońskiego w Krakowie otrzymał 1 maja 2009 r., a 9 września 2013 r. prezydent Rzeczypospolitej Polskiej Bronisław Komorowski nadał mu tytuł profesora nauk humanistycznych.

## Ważniejsze publikacje
Jest autorem kilkunastu książek i ponad 100 tekstów naukowych i popularnonaukowych. Do najważniejszych należą:
1. Teatr Śląski w latach 1945–1949. Wyd. Katowice: Śląski Instytut Naukowy, 1979, 352 [2] s.
2. Teatr i polityka. Wyd. Katowice: Muzeum Śląskie, 1987, 152, [2] s.
3. Na scenach Katowic 1945 – 1990. Wyd. Katowice: Muzeum Śląskie, 1991, 222 [2] s.
4. Rudolf Luszczak 1902 – 1992. Wyd. Bielsko-Biała: Urząd Miejski, 1995, 150 [2] s.
5. Teatr Śląski im Stanisława Wyspiańskiego 1949-1992. Wyd. Katowice: Instytut Górnośląski 1998.
6. Teatr Polski w Bielsku Białej 1945-2000. Wyd. Bielsko-Biała: Urząd Miejski; [Kraków] przy współudz. Wydziału Zarządzania i Komunikacji Społecznej Uniwersytetu Jagiellońskiego, 2001, 286 [2] s. [Nagroda Ministra MENiS z 2002 r.]
7. Teatr w kręgu „Ha-Szacharu”: z kroniki żydowskich występów teatralnych w Bielsku i Białej w latach międzywojennych. Wyd. Bielsko-Biała: Urząd Miejski; [Kraków]: przy współudź. Wydziału Zarządzania i Komunikacji Społecznej Uniwersytetu Jagiellońskiego, 2004. 178, [2] s. 1945–1975.
8. Bernard Krawczyk i jego teatry. 55 lat na scenach Górnego Śląska i Zagłębia Dąbrowskiego. Wyd. Katowice: „Śląsk” Sp. z o.o. Wydawnictwo Naukowe, 2008, 224 [2] s.
9. Śląskie sezony. Teatr Katowic 1907 – 2012. Wyd. Katowice: „Śląsk” Sp. z o.o. Wydawnictwo Naukowe 2012, 354 [2] s.
10. Teatr Apolina i jego muz. Wyd. Bielsko-Biała: Urząd Miejski, 2015, s. 140, [4] s.
11. Teatry górnośląskiego pogranicza. Kartki z historii teatrów Królewskiej Huty i Chorzowa 1869-1939.Wyd. Katowice: „Śląsk” Sp. z o.o. Wydawnictwo Naukowe, 2015, 324 s.
12. Świecki brat Trzeciego Zakonu św. Franciszka – Alojzy Krzysztof Gleic (1897–1950), „Śląsk” Sp. z o.o. Wydawnictwo Naukowe, Katowice 2015 r., ss. 62.
13. Teatry dramatyczne na Górnym Śląsku. W: Edycji cyfrowej Encyklopedii Województwa Śląskiego Katowice 2018 r.
14. Teatry niemieckojęzyczne na Górnym Śląsku. W: Edycji cyfrowej Encyklopedii Województwa Śląskiego Katowice 2018 r.
15. Amatorski ruch teatralny na Górnym Śląsku. W: Edycji cyfrowej Encyklopedii Województwa Śląskiego Katowice 2019 r.
16. Teatry lalkowe na Górnym Śląsku. W: Edycji cyfrowej Encyklopedii Województwa Śląskiego Katowice 2019 r.
17. Teatry muzyczne na Górnym Śląsku. W: Edycji cyfrowej Encyklopedii Województwa Śląskiego Katowice 2019 r.
18. Teatr Nowy w Zabrzu. W: Edycji cyfrowej Encyklopedii Województwa Śląskiego Katowice 2020 r.
19. Teatr Polski w Bielsku-Białej. W: Edycji cyfrowej Encyklopedii Województwa Śląskiego Katowice 2020 r.
20. Teatr Śląski im. Stanisława Wyspiańskiego w Katowicach. W: Edycji cyfrowej Encyklopedii Województwa Śląskiego Katowice 2020 r.
21. Teatry tańca w województwie śląskim. W: Edycji cyfrowej Encyklopedii Województwa Śląskiego Katowice 2020 r.
22. Śląski Teatr Lalki i Aktora „Ateneum” w Katowicach. W: Edycji cyfrowej Encyklopedii Województwa Śląskiego Katowice 2020 r.
23. Teatr w cieniu huty. Wyd. „Śląsk” Sp. z o.o. Wydawnictwo Naukowe Katowice: 2020, ss. 606.
24. Mieczysław Daszewski. Artysta rozważny i kompetentny. Wyd. Edycja cyfrowa Encyklopedii Teatru Polskiego 2020, ss. 64.
25. Niezawodowe teatry Górnego Śląska. 150 lat działalności. Wyd. Instytut Teatralny im. Z. Raszewskiego w Warszawie, edycja cyfrowa Encyklopedii Teatru Polskiego, Warszawa 2020, ss. 96.
26. Teatr Zagłębia w Sosnowcu. W: Edycji cyfrowej Encyklopedii Województwa Śląskiego Katowice 2021 r.
27. Jerzego Adama Brandhubera obrazy Auschwitz. Wyd. Państwowe Muzeum Auschwitz-Birkenau, Oświęcim 2021, ss. 208.